# Sixpenny Handley and Pentridge
Sixpenny Handley and Pentridge är en civil parish i Dorset i England. Det inkluderar Sixpenny Handley och Pentridge. Orten har 1 390 invånare (2001). Skapad 1 april 2015.